# A mágneses rezonanciás képalkotás története
A mágneses rezonanciás képalkotás (MRI) története számos olyan kutató munkáját foglalja magában, akik hozzájárultak a mágneses magrezonancia (NMR) felfedezéséhez és a mágneses rezonancia képalkotás alapjául szolgáló fizika leírásához, a huszadik század elejétől kezdve. Az MR-képalkotást Paul C. Lauterbur találta fel, aki 1971 szeptemberében kifejlesztett egy olyan mechanizmust, amellyel a térbeli információt mágneses térgradiensek segítségével az NMR-jelbe lehet kódolni; a mögötte álló elméletet 1973 márciusában publikálta. A képi kontraszthoz vezető tényezőket (a szöveti relaxációs időértékek különbségeit) Erik Odeblad és Gunnar Lindström orvos és tudós már közel 20 évvel korábban leírta. Az 1970-es évek végén és az 1980-as években sok más kutató mellett Peter Mansfield is tovább finomította az MR-képek felvételében és feldolgozásában alkalmazott technikákat, és 2003-ban Lauterburral együtt megkapta az MRI fejlesztéséhez való hozzájárulásáért az élettani vagy orvosi Nobel-díjat. Az első klinikai MRI-szkennereket az 1980-as évek elején állították üzembe, és az azóta eltelt évtizedekben a technológia jelentős fejlődése következett be, ami napjainkban az orvostudományban való széles körű alkalmazásához vezetett.

## Nukleáris mágneses rezonancia
1950-ben Erwin Hahn észlelte először a spin visszhangokat és a szabad indukciós bomlást, 1952-ben pedig Herman Carr egydimenziós NMR-spektrumot állított elő, amelyről a Harvardon írt doktori disszertációjában számolt be.
A következő lépést (a spektrumoktól a képalkotásig) a Szovjetunióban Vladislav Ivanov javasolta, aki 1960-ban szabadalmi bejelentést tett egy mágneses rezonancia képalkotó készülékre. Ivanov fő hozzájárulása az az ötlet volt, hogy a térbeli koordináták kódolására szelektív frekvencia gerjesztéssel/kiolvasással kombinált mágneses térgradienst használjon. A mai fogalmak szerint ez csak proton-sűrűség (nem relaxációs idők) képalkotás volt, ami ráadásul lassú volt, mivel egyszerre csak egy gradiens irányt használtak, és a képalkotást szeletenként kellett elvégezni. Mindazonáltal ez egy valódi mágneses rezonancia képalkotó eljárás volt. Ivanov kérelmét eredetileg "valószínűtlennek" minősítve elutasították, de végül 1984-ben (az eredeti prioritási dátummal) végül jóváhagyták.

## Relaxációs idők és az MRI korai fejlődése
1959-re Jay Singer már tanulmányozta a véráramlást élő emberekben a vér NMR-relaxációs időméréseivel. Az ilyen mérések csak az 1980-as évek közepén kerültek be az általános orvosi gyakorlatba, bár Alexander Ganssen 1967 elején szabadalmat nyújtott be egy egész testre kiterjedő NMR-készülékre, amely az emberi testben történő véráramlást mérte.
Az 1960-as években a különböző típusú sejtekben és szövetekben a víz relaxációjával, diffúziójával és kémiai cseréjével kapcsolatos munkák eredményei jelentek meg a tudományos irodalomban. Ligon 1967-ben számolt be a víz NMR-relaxációjának méréséről élő emberi alanyok karjában. 1968-ban Jackson és Langham publikálta az első élő állatból, egy altatott patkányból származó NMR-jeleket.
Az 1970-es években rájöttek, hogy a relaxációs idők az MRI-ben a kontraszt kulcsfontosságú meghatározói, és számos patológia kimutatására és megkülönböztetésére használhatók. Számos kutatócsoport kimutatta, hogy a korai rákos sejtek általában hosszabb relaxációs időt mutatnak, mint a megfelelő normális sejtek, és ezzel felkeltették a kezdeti érdeklődést a rák NMR-rel történő kimutatásának gondolata iránt. E korai csoportok közé tartozik Damadian, Hazlewood és Chang, valamint számos más csoport. Ez egy olyan programot is elindított, amelynek célja a biológiai szövetek széles körének relaxációs idejének katalogizálása volt, ami az MRI kifejlesztésének egyik fő motivációjává vált.

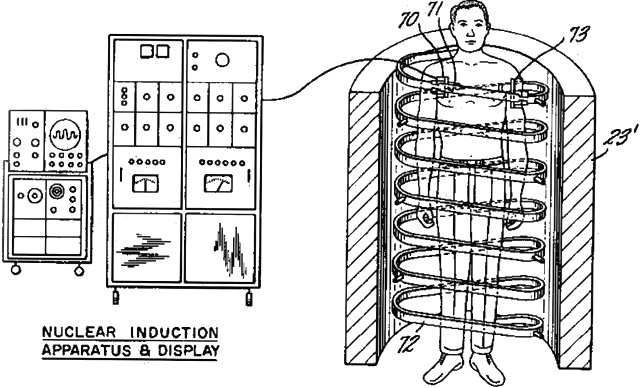
Raymond Damadian "Készülék és módszer a rák kimutatására a szövetekben"

A Science című folyóiratban 1971 márciusában megjelent cikkében Raymond Damadian, egy örmény-amerikai orvos és a New York-i Állami Egyetem (SUNY) Downstate Medical Center professzora arról számolt be, hogy a tumorok és a normális szövetek in vivo megkülönböztethetők NMR segítségével. Damadian kezdeti módszerei a gyakorlati felhasználás szempontjából hibásak voltak, mivel az egész test pontonkénti letapogatására és a relaxációs sebességek használatára támaszkodtak, amelyekről kiderült, hogy nem hatékony mutatói a rákos szöveteknek. A mágneses rezonancia analitikai tulajdonságainak kutatása során Damadian 1972-ben megalkotta a rákot kimutató hipotetikus mágneses rezonanciás gépet. Egy ilyen gépet 1974. február 5-én szabadalmaztatott, U.S. Patent 3,789,832 néven. Lawrence Bennett és Dr. Irwin Weisman szintén 1972-ben megállapította, hogy a daganatok más relaxációs időt mutatnak, mint a megfelelő normál szövetek. Zenuemon Abe és munkatársai 1973-ban bejelentették egy célzott NMR-szkenner szabadalmát, a 3,932,805 számú U.S. szabadalmat. Ezt a technikát 1974-ben publikálták. Damadian azt állítja, hogy ő találta fel az MRI-t.
Az amerikai Nemzeti Tudományos Alapítvány megjegyzi: "A szabadalom tartalmazta azt az ötletet, hogy az NMR segítségével "letapogassák" az emberi testet a rákos szövetek felkutatására". Nem írta le azonban azt a módszert, amellyel egy ilyen szkennelésből képeket lehetne készíteni, illetve azt sem, hogy pontosan hogyan lehetne egy ilyen szkennelést elvégezni.

## Képalkotás
Paul Lauterbur a Stony Brook Egyetemen továbbfejlesztette Carr technikáját, és kifejlesztette az első MRI-képek 2D-s és 3D-s előállításának módját gradiensek segítségével. Lauterbur 1973-ban publikálta az első nukleáris mágneses rezonancia képet, 1974 januárjában pedig az első keresztmetszeti képet egy élő egérről. Az 1970-es évek végén Peter Mansfield fizikus, az angliai Nottinghami Egyetem professzora kifejlesztette az echo-planáris képalkotó (EPI) technikát, amely órák helyett másodpercekig tartó vizsgálatokat eredményezett, és tisztább képeket készített, mint Lauterbur. Damadian Larry Minkoffal és Michael Goldsmith-tel együtt 1976-ban egy egér mellkasában lévő daganatról készített képet. Ők végezték el az első MRI-testfelvételt is egy emberről 1977. július 3-án, tanulmányaikat 1977-ben publikálták. 1979-ben Richard S. Likes szabadalmat nyújtott be a k-térre vonatkozó U.S. Patent 4,307,343 szabadalmat.

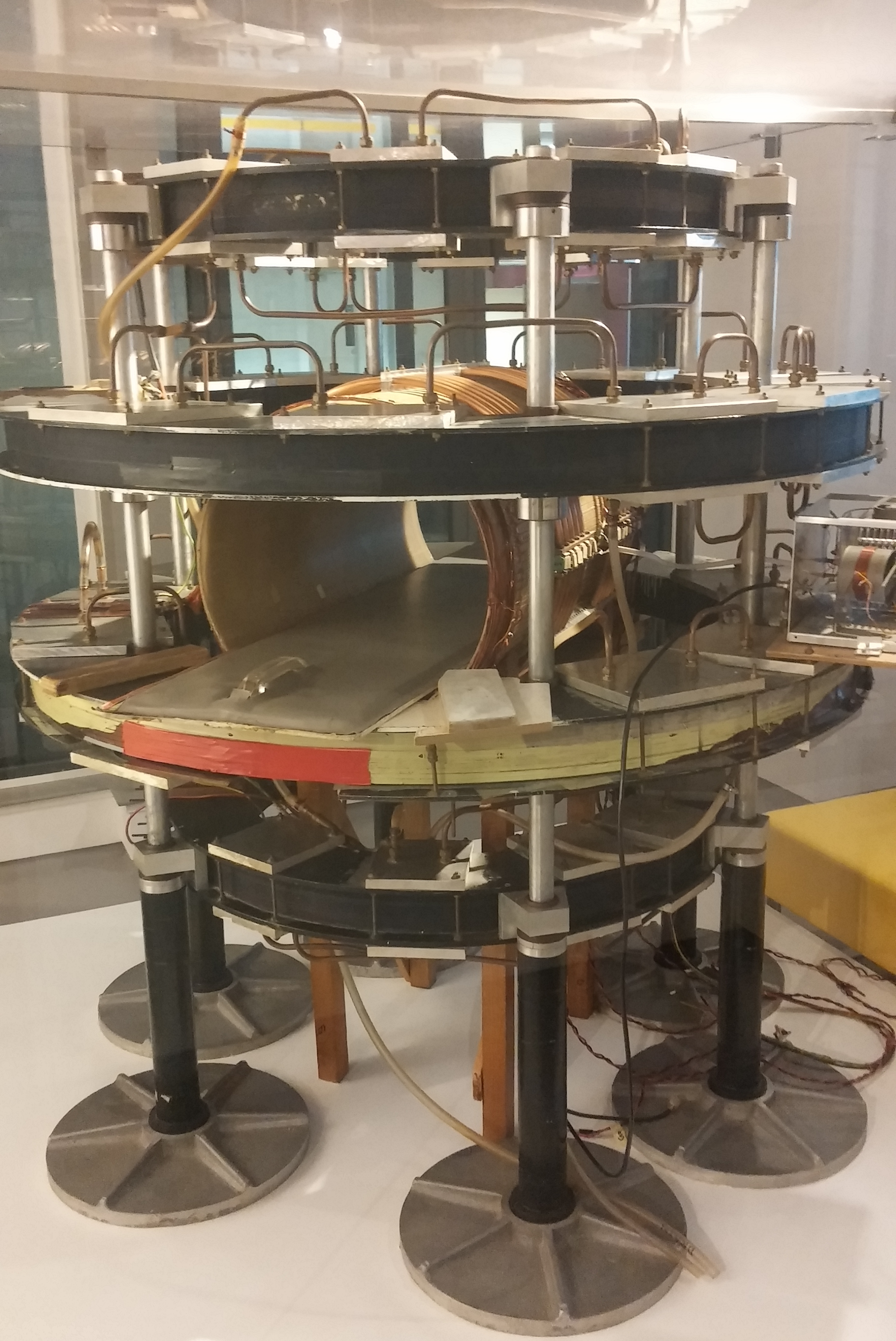
MRI Scanner Mark One. Az első megépített és használt MRI-szkenner a skóciai Aberdeen Royal Infirmaryban.

## Teljes testszkennelés
Az 1970-es években egy John Mallard vezette csapat megépítette az első teljes testet vizsgáló MRI-berendezést a skóciai Aberdeeni Egyetemen. 1980. augusztus 28-án ezzel a géppel készítették el az első klinikailag használható képet egy beteg belső szöveteiről MRI segítségével, amely azonosította a beteg mellkasában lévő elsődleges daganatot, egy kóros májat és a csontjaiban lévő másodlagos rákot. Ezt a gépet később a londoni St Bartholomew's Hospitalban használták 1983-tól 1993-ig. Mallardnak és csapatának tulajdonítják azokat a technológiai fejlesztéseket, amelyek az MRI széles körű bevezetéséhez vezettek.
1975-ben a Kaliforniai Egyetem San Franciscó-i Radiológiai Tanszéke megalapította a Radiológiai Képalkotó Laboratóriumot (RIL). A Pfizer, a Diasonics, majd később a Toshiba America MRI támogatásával a laboratórium új képalkotó technológiát fejlesztett ki, és rendszereket telepített az Egyesült Államokban és világszerte. 1981-ben a RIL kutatói, köztük Leon Kaufman és Lawrence Crooks, kiadták a Nuclear Magnetic Resonance Imaging in Medicine (Nukleáris mágneses rezonancia képalkotás az orvostudományban) című kiadványt. Az 1980-as években a könyvet a téma meghatározó bevezető tankönyvének tekintették.
1980-ban Paul Bottomley csatlakozott a GE kutatóközpontjához a New York állambeli Schenectadyben. Csapata megrendelte az akkor rendelkezésre álló legnagyobb térerősségű mágnest, egy 1,5 T-es rendszert, és megépítette az első nagy térerősségű készüléket, leküzdve a tekercsek kialakításával, az RF behatolással és a jel-zaj aránnyal kapcsolatos problémákat, és megépítette az első egész testre kiterjedő MRI/MRS szkennert. Az eredményekből született meg a rendkívül sikeres 1,5 T MRI termékcsalád, amelyből több mint 20 000 rendszert szállítottak le. 1982-ben Bottomley végezte el az első lokalizált MRS-t az emberi szívben és agyban. Miután Robert Weiss-szel a Johns Hopkinsban a szív alkalmazásával kapcsolatos együttműködésbe kezdett, Bottomley 1994-ben visszatért az egyetemre, mint Russell Morgan professzor és az MR-kutatási részleg igazgatója.

## További technikák
1986-ban Charles L. Dumoulin és Howard R. Hart a General Electricnél kifejlesztette az MR-angiográfiát, Denis Le Bihan pedig az első képeket, majd később szabadalmaztatta a diffúziós MRI-t. 1988-ban Arno Villringer és munkatársai bemutatták, hogy a perfúziós MRI-ben szuszceptibilitási kontrasztanyagokat lehet alkalmazni. 1990-ben Seiji Ogawa az AT&T Bell labs-nél felismerte, hogy a dHb-t tartalmazó oxigénhiányos vért vonzza a mágneses mező, és felfedezte a funkcionális mágneses rezonancia képalkotás (fMRI) alapjául szolgáló technikát.
Az 1990-es évek elején az NIH-nál dolgozó Peter Basser és Le Bihan, valamint Aaron Filler, Franklyn Howe és munkatársai publikálták az első DTI és tractográfiás agyi felvételeket. Joseph Hajnal, Young és Graeme Bydder 1992-ben leírták a FLAIR impulzusszekvencia használatát a normál fehérállományban lévő magas jelű régiók kimutatására. Ugyanebben az évben John Detre és Alan P. Koretsky kifejlesztette az artériás spin labellinget. 1997-ben Jürgen R. Reichenbach, E. Mark Haacke és munkatársai a Washington Egyetemen kifejlesztették a szuszceptibilitás súlyozott képalkotást.
A félvezető-technológia fejlődése döntő fontosságú volt a nagy számítási teljesítményt igénylő gyakorlati MRI kifejlesztésében.
Bár az MRI-t a klinikumban leggyakrabban 1,5 T-nél végzik, a nagyobb érzékenység és felbontás miatt egyre népszerűbbek a nagyobb mezők, mint például a klinikai képalkotásnál használt 3 T, és újabban a kutatási célokra használt 7 T is. A kutatólaboratóriumokban 9,4 T (2006) és akár 10,5 T (2019) mellett is végeztek humán vizsgálatokat. Nem humán állatokon végzett vizsgálatokat 21,1 T-ig végeztek.

## Ágy melletti képalkotás
2020-ban az Egyesült Államok Élelmiszer- és Gyógyszerügyi Hatósága (USFDA) 510(k) jóváhagyást nyújtott be a Hyperfine Research ágy melletti MRI-rendszerére. A Hyperfine rendszer a hagyományos MRI-rendszerek árának 1/20-át, energiafogyasztásának 1/35-ét és súlyának 1/10-ét állítja. A tápellátáshoz egy hagyományos elektromos konnektort használ.

## 2003-as Nobel-díj
Az MRI alapvető fontosságát és alkalmazhatóságát az orvostudományban tükrözve Paul Lauterbur, az Illinoisi Egyetem Urbana-Champaign-i munkatársa és Sir Peter Mansfield, a Nottinghami Egyetem munkatársa "a mágneses rezonanciás képalkotással kapcsolatos felfedezéseikért" kapták a 2003. évi élettani vagy orvosi Nobel-díjat. A Nobel-díj elismerte Lauterbur meglátását, miszerint a mágneses mező gradienseit a térbeli lokalizáció meghatározására használja, amely felfedezés lehetővé tette a 3D-s és 2D-s képek készítését. Mansfieldnek tulajdonították a matematikai formalizmus bevezetését és a hatékony gradiens-felhasználás és a gyors képalkotás technikáinak kifejlesztését. A díjat elnyerő kutatást csaknem 30 évvel korábban végezték, amikor Paul Lauterbur a New York-i Stony Brook Egyetem kémiai tanszékének professzora volt.

## Fordítás
Ez a szócikk részben vagy egészben  a   History of magnetic resonance imaging című angol Wikipédia-szócikk fordításán alapul.  Az eredeti cikk szerkesztőit annak laptörténete sorolja fel. Ez a jelzés csupán a megfogalmazás eredetét és a szerzői jogokat jelzi, nem szolgál a cikkben szereplő információk forrásmegjelöléseként.